# Ljungsjön (Magra socken, Västergötland)
Ljungsjön är en sjö i Alingsås kommun i Västergötland och ingår i Göta älvs huvudavrinningsområde.